# 第268步兵師 (德國國防軍)
德國國防軍陸軍第268步兵師（德語：268. Infanterie-Division）是納粹德國國防軍陸軍的一個步兵師。該師於1939年8月組建。

## 历史
该师于1939年8月成立，作为第四次动员浪潮的一部分，由来自第7军区的巴伐利亚士兵组成。它由埃里希·施特劳贝（Erich Straube）少将指挥。尽管第268师是在为即将到来的入侵波兰做准备期间组建的，但最初驻扎在法德边境的萨尔州。在法国战役期间，该师驻扎在第1集团军哥特哈德·海因里希中将的第12军中。后来于1940年9月转移到波兰。1940年1月，部分军官补编被转移到新成立的第297步兵师。同年6月，第268军官补编的更多重要部分被转移到第132步兵师。
1941年6月1日，随着德军准备参加巴巴罗萨行动，该师的指挥官施特劳贝晋升为中将。该师成为炮兵上将威廉·范巴赫(Wilhelm Fahrmbacher)第7集团军的一部分，同时是中央集团军群的一部分。该师在开始的几周内参与了成功的行动，在比亚维斯托克-明斯克战役中布列斯特要塞遭到猛攻，苏联西线的大部分地区被包围。
7月23日德军进攻斯摩棱斯克口袋，第268步兵师参与其中。随着苏联陆军元帅谢苗·铁木辛哥开始集结反攻部队，这给海因茨·古德里安的第2和赫尔曼·霍斯的第3装甲集群带来了压力。因此，中央集团军群指挥官、陆军元帅费多尔·冯·博克将该师作为第20军的一部分转移到古德里安的指挥下。军团的职责是控制El'nia区域，即占领附近的桥头堡。
7月26日，第2集团军的一些师向北调动，以增援霍斯的第3装甲集团军，因为它准备将苏军封锁在斯摩棱斯克的口袋中——第106和第268师于8月3日抵达，另外三个师于8月3日抵达，叶尔尼亚桥头堡于8月8日被占领，并由第20军保卫，解救了第10装甲师和第2-SS装甲师，因为苏军试图再次进攻。在接下来的一周里，军中有超过2500人阵亡，其中许多人是该师的营级一线军官。
8月底，第268中队参加了叶利尼亚附近的行动，导致德军撤退（尽管规模不大）。当德军试图通过台风行动进攻莫斯科时，红军于11月开始在勒热夫和维亚济马附近发动进攻。12月，它被分配到第2装甲集团军的第24军，1942年1月被分配到第4集团军的第3军。
1942年1月，施特劳贝中将被海因里希·格雷纳少将取代为指挥官。1942年2月，它被分配到第12军，一直服役到1943年8月。1943年1月，格雷纳晋升为中将。该师在库尔斯克战役中损失惨重，以缩小的规模撤回布良斯克和后来的莫吉廖夫。此后该师降为团级，原为师解散，更名为“268步兵师”，隶属于第36摩托化师。该师的工作人员已经转移到新组建的第362步兵师。

## 註腳
1. ↑  Mitcham（2007年）